# Clare Grey
Clare Grey es profesora de la Geoffrey Moorhouse Gibson en el Departamento de Química de la Universidad de Cambridge, Fellow (académico) de Pembroke College y el Directora Asociada del Centro de almacenamiento de energía química del Noreste de la Universidad de Stony Brook.

## Educación
Grey recibió una licenciatura en Artes en 1987, seguido de un doctorado en Filosofía en Química en 1991, ambos de la Universidad de Oxford. Su investigación de tesis doctoral utilizó resonancia magnética nuclear (RMN) y Giro de Ángulo Mágico (MAS) para estudiar pirocloros de tierras raras y fue supervisada por Anthony Cheetham.

## Carrera e investigación
Después de un puesto de investigación postdoctoral en la Universidad Radboud de Nimega y un período como investigadora visitante en DuPont, fue nombrada profesora en la Universidad Estatal de Nueva York en Stony Brook . En 2009, se convirtió en profesora de Geoffrey Moorhouse Gibson en Química de Materiales en la Universidad de Cambridge.
La investigación de Grey se especializa en aplicaciones de resonancia magnética nuclear y su uso para estudiar baterías de iones de litio.
Premios y distinciones
Grey fue elegido Miembro de la Royal Society (FRS) en 2011 y recibió el Premio Günther Laukien en 2013 seguido de la medalla Davy en 2014 por "otras aplicaciones pioneras de resonancia magnética nuclear de estado sólido a materiales relevantes a la energía y al medio ambiente ".
Otros premios, honores y destacados de la carrera incluyen:
- 2008 Vaughan Lecturer
- 2010 Premio John Jeyes de la Royal Society of Chemistry[15]
- 2011 Medalla Kavli[16]
- 2013 Premio Günther Laukien 2013
- 2017 Prix Franco-Britannique de la Société Chimique de France
- 2018 Entrevistado por Jim Al-Khalili para The Life Scientific en la primera emisión de la BBC Radio 4, marzo de 2018.[17]